# Пархоменко, Денис Геннадьевич
Денис Геннадьевич Пархоменко (род. 2 августа 1998, Незаймановский, Краснодарский край) — российский игрок в пляжный футбол, вратарь. Игрок сборной России. Чемпион мира 2021 года.

## Биография
Родился на хуторе Незаймановском Тимашёвского района Краснодарского края.
В детстве занимался баскетболом, но в дальнейшем сосредоточился на игре в футбол. В возрасте 11 лет поступил в школу-интернат спортивного профиля футбольного клуба «Кубань», где его тренером был Родион Размикович Симонян. На детском уровне становился победителем Кубка губернатора Краснодарского края.
Накануне окончания школы начал заниматься пляжным футболом с Николаем Ясиновским, работавшем в структуре «Кубани». Его первой команде в пляжном футболе стала саратовская «Дельта», где её тренер Александр Александрович Дураков искал вратаря. В чемпионате России по пляжному футболу дебютировал в 2016 году.
Учился в Саратовском государственном аграрном университете по специальности «Землеустройство и кадастр».
В июне 2018 года 19-летний Пархоменко присоединился к московскому «Спартаку», где выступал до конца 2020 года. Его новой командой стал другой столичный клуб — «Локомотив». В связи с недостатком игровой практики покинул «железнодорожников» в декабре 2021 года и вернулся в «Спартак». Летом 2022 года перешёл в «Саратов».
Выступал за сборную России до 23 лет на турнире Inter Cup в 2017 и 2018 годах. Дебют в национальной российской сборной состоялся в 2019 году. Вместе с командой становился чемпионом мира на домашнем турнире 2021 года.
Участвовал в Играх будущего в марте 2024 года в соревнованиях по фиджитал-футболу за команду «Феникс».

## Достижения
Сборная
- Чемпион мира: 2021
- Победитель Межконтинентального кубка: 2021
- Победитель Кубка России 2024 (КПФ Саратов)
- Победитель Кубка Наций: 2023
- Бронзовый призёр Игр стран СНГ: 2023

Клубные
- Вице-чемпион России: 2019, 2020 (Спартак)
- Бронзовый призёр чемпионата России: 2018 (Спартак), 2021 (Локомотив)
- Серебряный призёр Кубка России: 2019 (Спартак), 2021 (Локомотив)
- Победитель Мундиалито: 2021 (Локомотив)

Индивидуальные
- Лучший вратарь чемпионата России: 2020
- Лучший вратарь Кубка России: 2024